# Blanco de orilla

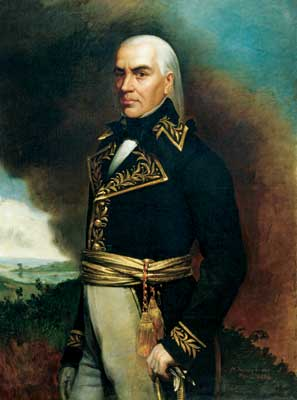
Francisco de Miranda, blanco de orilla nacido en el siglo XVIII

Blanco de orilla es una denominación que fue creada por el historiador y sociólogo  Laureano Vallenilla Lanz con el que se conoce en la historiografía social de la época colonial venezolana a una persona perteneciente a la categoría de blanco nacida en España, pero que carecían de los privilegios y prerrogativas exclusivos de los altos funcionarios y los mantuanos o criollos descendientes de los conquistadores.

## Origen del vocablo
En sistema, ningún documento de la época consigna tal calificativo. Fue el historiador Laureano Vallenilla Lanz el que acuñó este término propio de la sociedad colonial venezolana que, al igual que en España, este «estado llano» designaba a una porción de la población en América, específicamente blanca, que ejercía oficios mecánicos y otros calificados como viles. No obstante la confusión de Laureano Vallenilla Lanz en la interpretación del texto del Cabildo, el término blancos de orilla se impuso en la historiografía social venezolana, siendo utilizado por autores de diversas tendencias para designar a los blancos que se encontraban por debajo de los funcionarios peninsulares de alto rango y de los mantuanos. No obstante, la palabra blanco de orilla apareció en un documento de 1805 en Quíbor sobre una causa seguida por Antonio Agüero contra José Manuel Lucena por injurias. Orilla quiere decir periferia y se refiere a las afueras de las ciudades, donde vivían aquellos denominados como blancos de orilla. Vallenilla Lanz señaló que blanco de orilla es un término despectivo. En la época colonial los blancos de orilla eran llamados blancos del estado llano. Laureano Vallenilla Lanz no ahonda demasiado en que origen tiene, según él, esta denominación pero otros historiadores creen que se debe a que los blancos de orilla, al no tener recursos económicos suficientes para vivir en el centro de las ciudades donde había un sistema cloacal, se situaban en las orillas de los ríos.

## Posición del blanco de orilla en la sociedad colonial de Venezuela
Existe consenso en que en la sociedad venezolana los niveles sociales no eran homogéneos y el de los blancos estaba estratificado en sí mismo; en los estratos más altos estaban los aristócratas nacidos en España con una posición superior a la de los de la aristocracia local y les seguían a estos los blancos del estado llano o blancos de orilla, que ejercían oficios mecánicos como los de herreros, zapateros, barberos, o se dedicaban al pequeño comercio como pulperos o merceros; otros a la agricultura cultivando pequeñas propiedades. Desde el punto de vista económico y el modo de vida, sus diferencias con la masa de pardos eran escasas, ya que estos desempeñaban los mismos oficios y actividades. Sin embargo, su clasificación como blancos los situaba ante las leyes y la justicia colonial en condición de superioridad frente a los pardos, indígenas y negros.
Por lo general, los blancos de orilla no poseían riquezas y tenían que realizar actividades que se tenían por serviles tales como el pequeño comercio, la agricultura y oficios como herreros, zapateros, barberos, etc.  Sin embargo los blancos de orilla podían ser sacerdotes, estudiar en las universidades y ejercer cargos públicos.
Algunos blancos de orilla lograron amasar fortuna. Un ejemplo fue el del canario Sebastián de Miranda Ravelo, padre de Francisco de Miranda, quien llegó a ser un acaudalado comerciante en Caracas. A pesar de ello, Miranda y Ravelo nunca fue admitido dentro del círculo mantuano por carecer de abolengo y por su trabajo.